# تیا تامرا
«تیا تامرا» (به انگلیسی: Tia Tamera) ترانه‌ای از رپر و خواننده آمریکایی دوجا کت به‌همراه رپر آمریکایی ریکو نستی می‌باشد. تیا تامرا توسط دوجا کت، کورتیس مکنزی، دیوید اسپریچر، لیدیا اسرت و ریکو نستی نوشته و توسط فرمر تو تولید شده‌است. این آهنگ برای دانلود و پخش دیجیتالی در ۲۰ فوریهٔ ۲۰۱۹،  از سوی کموساب رکوردز و آرسی‌ای رکوردز به‌عنوان دومین تک‌آهنگ نسخهٔ دیلاکس (و چهارمین نسخهٔ کلی) اولین آلبوم دوجا کت امالا منتشر گردید.